# Кридмур (Северна Каролина)
Кридмур (енгл. Creedmoor) град је у америчкој савезној држави Северна Каролина.

## Демографија
По попису из 2010. године број становника је 4.124, што је 1.892 (84,8%) становника више него 2000. године.
| Група             | 2000.         | 2010.         |
| Белци             | 1.552 (69,5%) | 2.350 (57,0%) |
| Афроамериканци    | 602 (27,0%)   | 1.450 (35,2%) |
| Азијати           | 8 (0,4%)      | 34 (0,8%)     |
| Хиспаноамериканци | 49 (2,2%)     | 208 (5,0%)    |
| Укупно            | 2.232         | 4.124         |